# Люффа прикрытая
Лю́ффа прикры́тая, или Лю́ффа слаби́тельная (лат. Lūffa operculāta) — вид растений из рода Люффа (Luffa) семейства Тыквенные (Cucurbitaceae), в диком виде произрастает в Центральной Америке и северной части Южной Америки.

## Ботаническое описание
Травянистое однолетнее лиановидное растение, достигающее нескольких метров в длину. Стебель ребристый, шероховатый, цепляющийся. Листья сердцевидные, 3—5-лопастные, на длинных черешках.
Цветки типичные для тыквенных, раздельнополые. Чашечка пятичленная, опушённая. Венчик жёлтый, колокольчатой формы, пятичленный. Мужские цветки с пятью тычинками, собраны в пазушные кистевидные соцветия.
Плод — тыквина яйцевидной формы, до 10 см в длину и до 5 см в диаметре, жёстко-опушённая, с редкими шипами. Семена почти чёрные, до 1 см в длину. При созревании мякоть становится сухой и волокнистой. Вскоре часть оболочки плода с остатками цветка отваливается, и семена высыпаются наружу.

## Хозяйственное значение и применение
Высохшая губчатая мякоть плода, как и у других видов люффы, применяется для изготовления мочалок, в качестве наполнителя и т. п.
Плоды находят применение в гомеопатии в качестве средства для лечения ринитов различной этиологии.

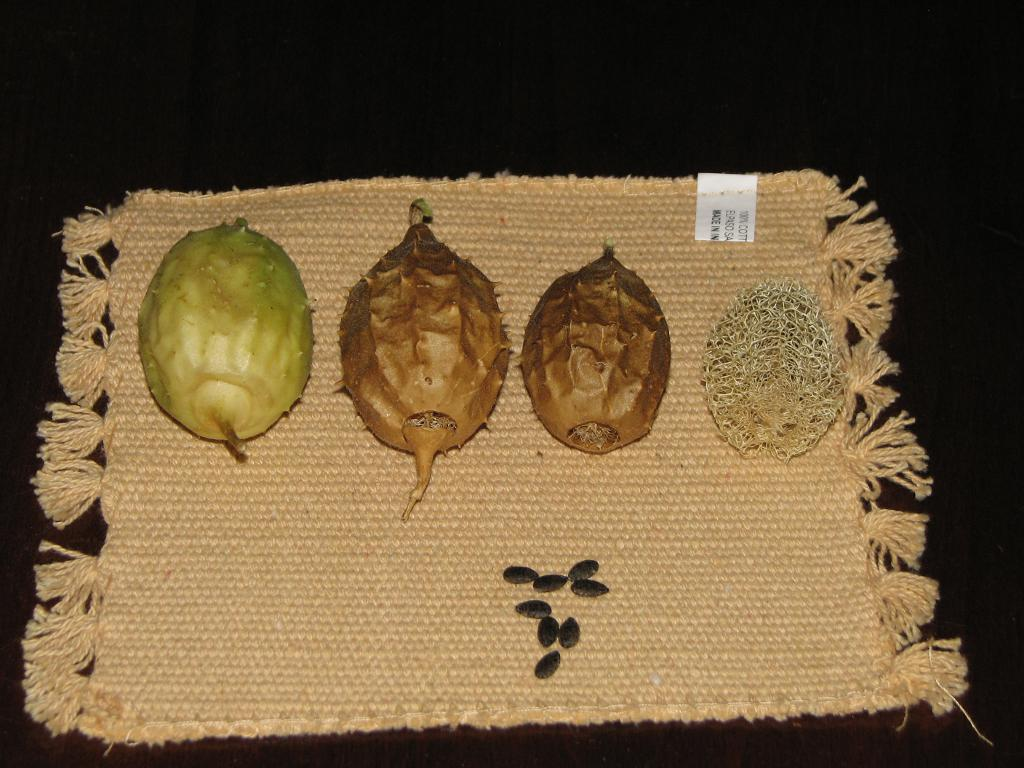
Плоды различной степени зрелости, выделенная из плода губка и семена Luffa operculata

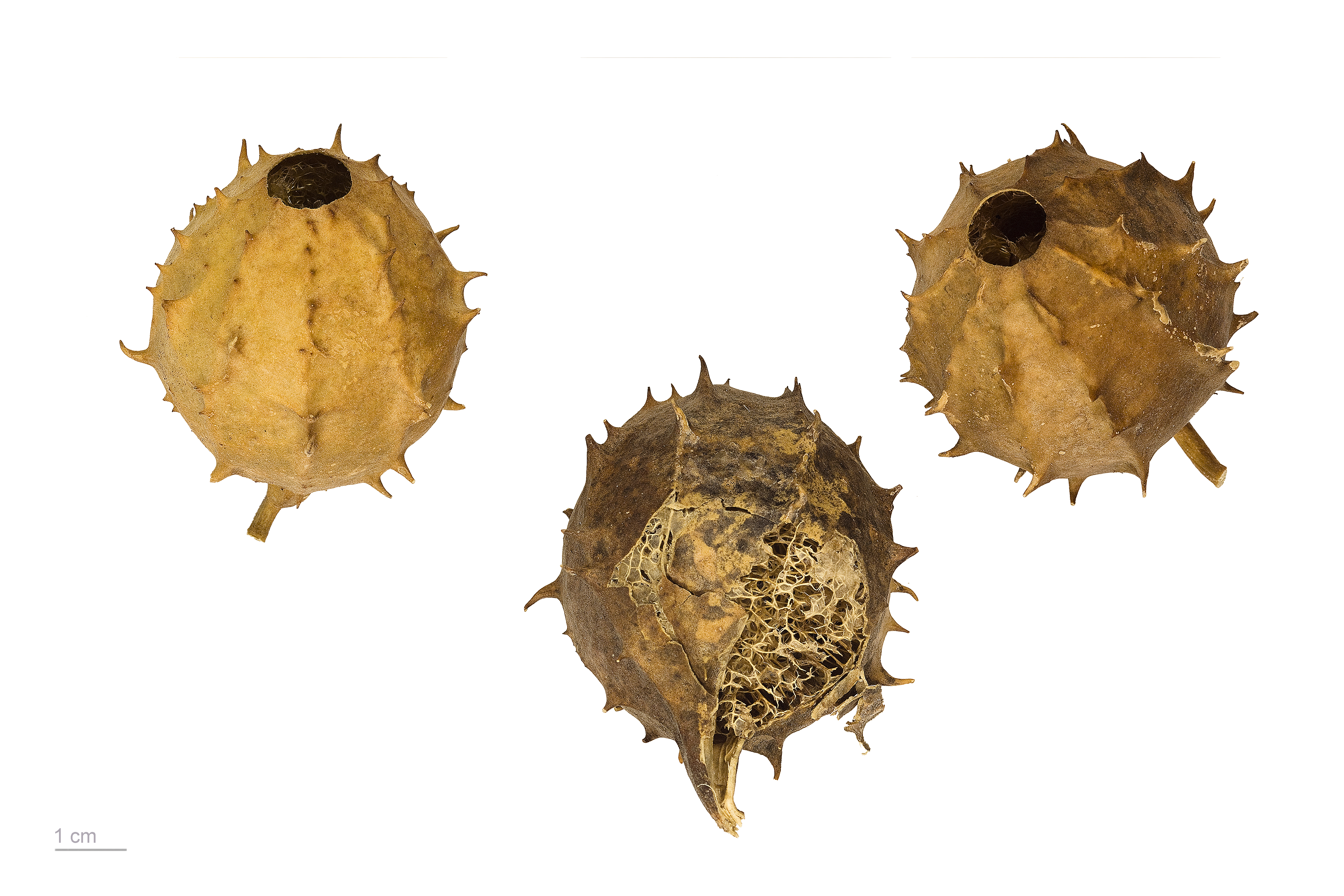
Плоды